# Bozoó
Bozoó település Spanyolországban, Burgos tartományban. Bozoó Valle de Tobalina, Lantaron, Valdegovía/Gaubea, Santa Gadea del Cid és Pancorbo községekkel határos. Lakosainak száma 102 fő (2024).

## Népesség
A település népessége az utóbbi években az alábbiak szerint változott:
| Lakosok száma | 118  | 110  | 105  | 108  | 112  | 106  | 105  | 95   | 100  | 102  |
|               | 2001 | 2004 | 2006 | 2009 | 2011 | 2014 | 2016 | 2019 | 2021 | 2024 |